# Son Il-sim
Son Il-sim (ur. 2001) – północnokoreańska zapaśniczka walcząca w stylu wolnym. 
Srebrna medalistka mistrzostw Azji w 2025. Wygrała wojskowe MŚ w 2024 roku.